# Arphax michaelseni
Arphax michaelseni är en insektsart som beskrevs av Werner 1912. Arphax michaelseni ingår i släktet Arphax och familjen Phasmatidae. Inga underarter finns listade i Catalogue of Life.